# Пролетарский (Новгородская область)
Пролетарский (Пролетарий) — посёлок в Окуловском муниципальном районе Новгородской области, относится к Боровёнковскому сельскому поселению.
Посёлок расположен на Валдайской возвышенности, в 12 км к северо-западу от Окуловки (23 км по автомобильной дороге), до административного центра сельского поселения — посёлка Боровёнка 3 км.
| 2010 |
| ---- |
| 49   |

## Транспорт
Ближайшая железнодорожная станция расположена в Боровёнке. Через посёлок проходит автомобильная дорога Боровёнка — Висленев Остров — Любытино.